# Idioscopus
Idioscopus är ett släkte av insekter. Idioscopus ingår i familjen dvärgstritar.

## Dottertaxa tillIdioscopus, i alfabetisk ordning[1]
- Idioscopus anasuyae
- Idioscopus bellus
- Idioscopus bimaculatus
- Idioscopus capriliana
- Idioscopus chumphoni
- Idioscopus confuscous
- Idioscopus decoratus
- Idioscopus dworakowskae
- Idioscopus elongatus
- Idioscopus expandus
- Idioscopus fasciolatus
- Idioscopus freytagi
- Idioscopus grossus
- Idioscopus hyalinus
- Idioscopus incertus
- Idioscopus indicus
- Idioscopus inornatus
- Idioscopus irenae
- Idioscopus jayashriae
- Idioscopus karachiensis
- Idioscopus nagpurensis
- Idioscopus nigroclypeatus
- Idioscopus nitellicus
- Idioscopus nitidulus
- Idioscopus niveosparsus
- Idioscopus oriani
- Idioscopus pretiosus
- Idioscopus recurvatus
- Idioscopus scutellatus
- Idioscopus spectabilis
- Idioscopus taiwanus
- Idioscopus webbi
- Idioscopus virescens
- Idioscopus vulneratus